# Ribeira de Sor
O rio Sor nasce no Alentejo, na freguesia de Alagoa, passa na cidade de Ponte de Sor, na freguesia de Montargil e na frequesia de Tolosa.
Ao longo do seu curso recebe vários afluentes, é interrompido pela Barragem de Montargil e, na freguesia do Couço, junta-se ao rio da Raia onde formam o rio Sorraia.

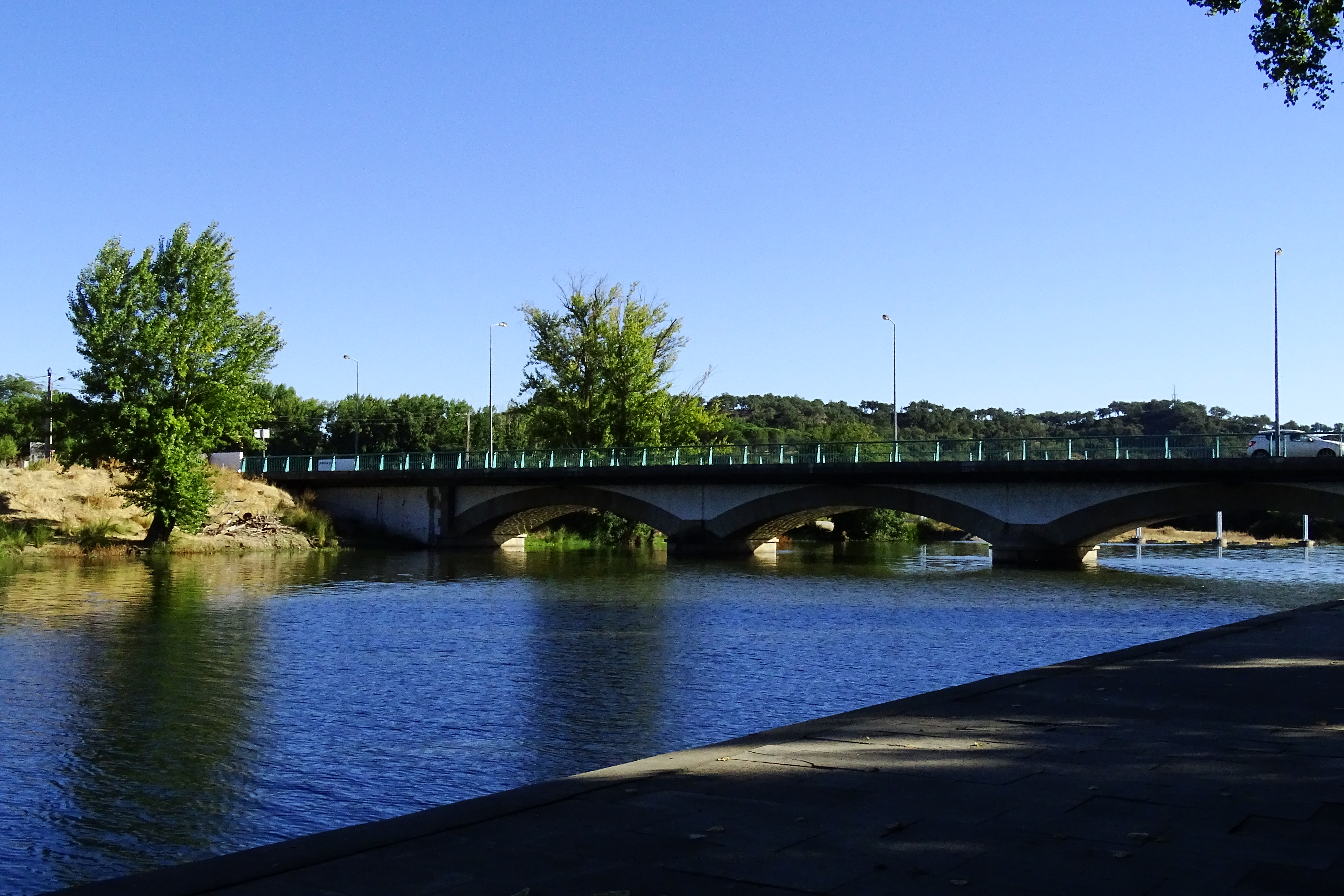
Zona ribeirinha de Ponte de Sor, vista para a ponte rodoviária
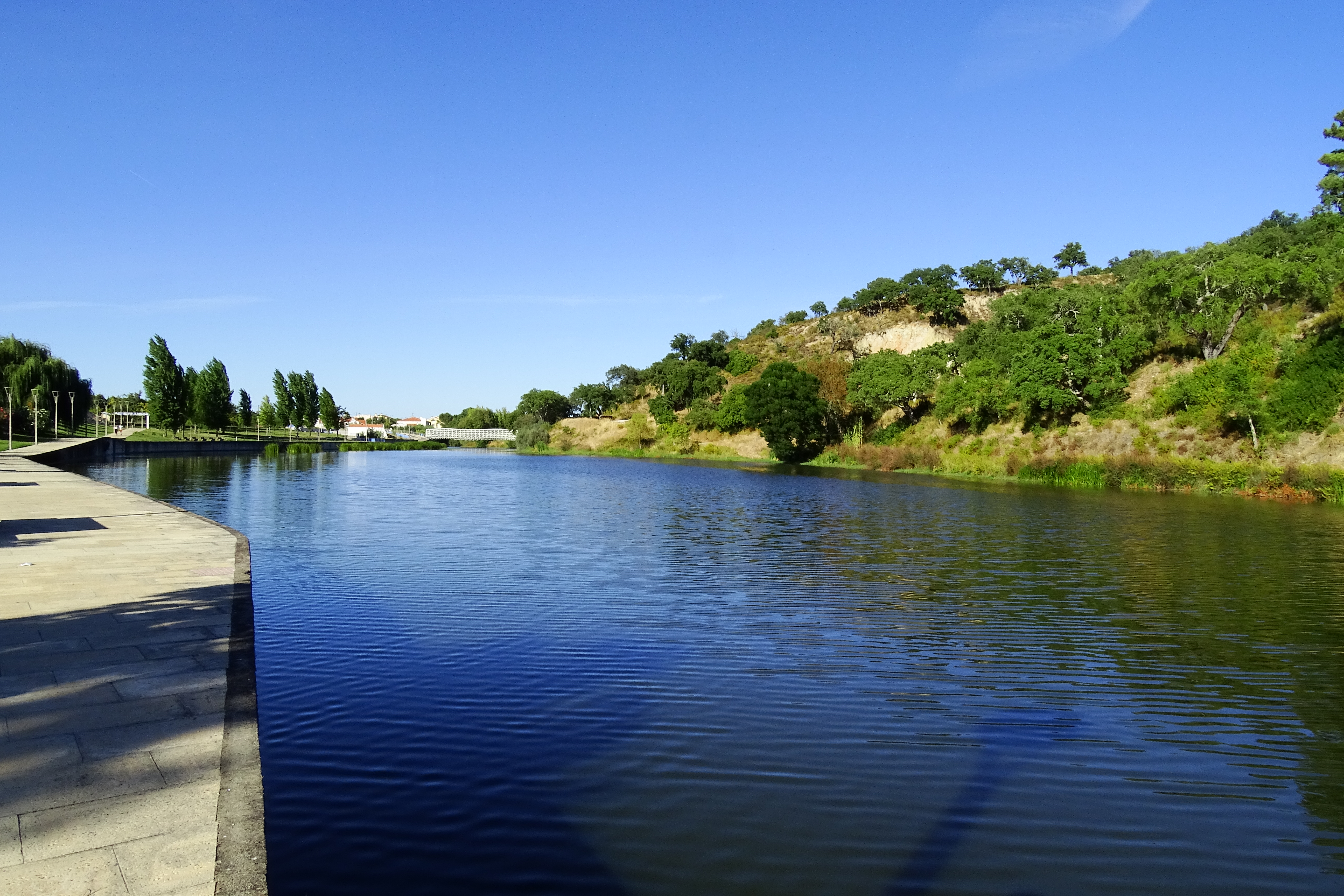
Zona ribeirinha de Ponte de Sor, vista para a ponte pedonal
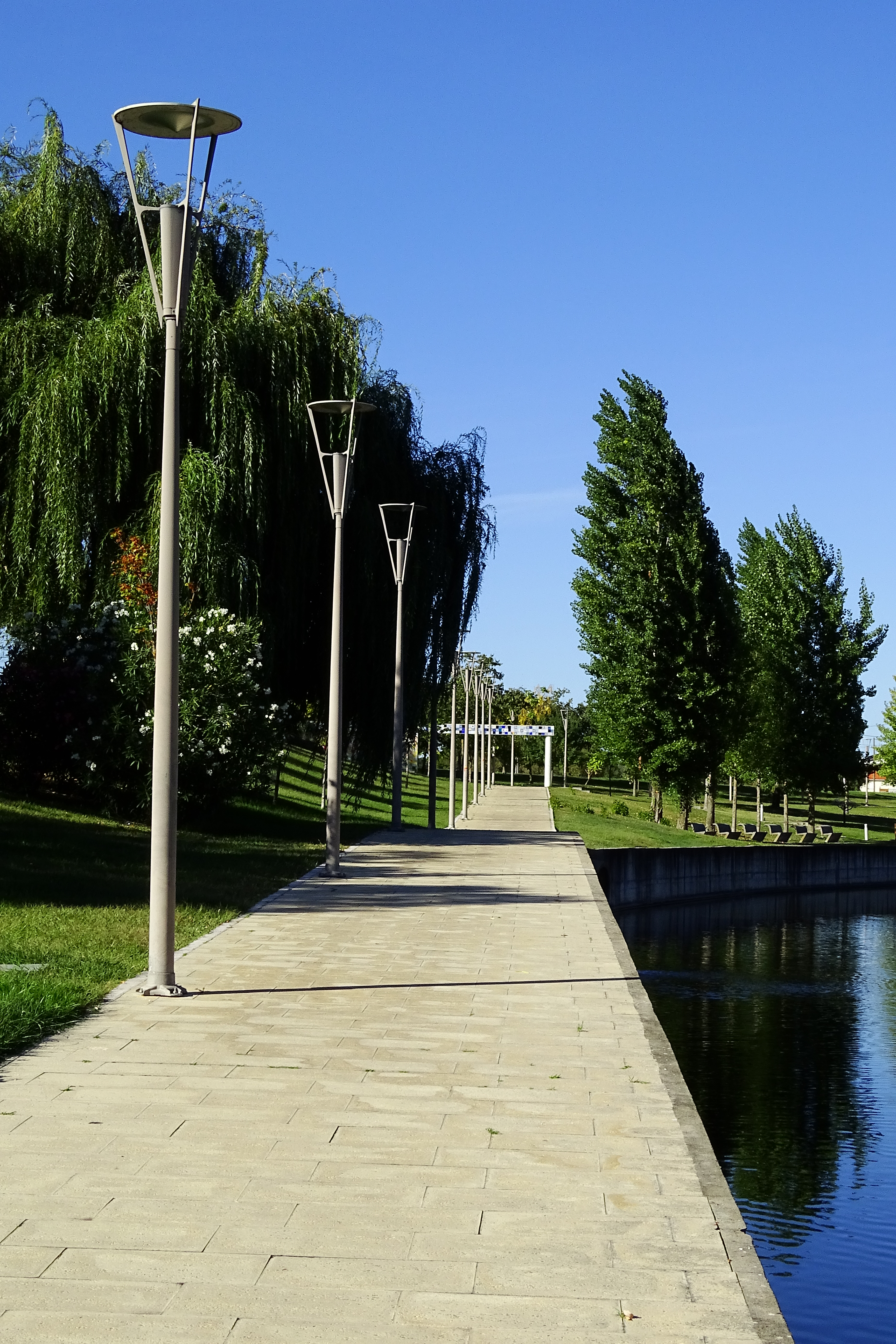
Zona ribeirinha de Ponte de Sor
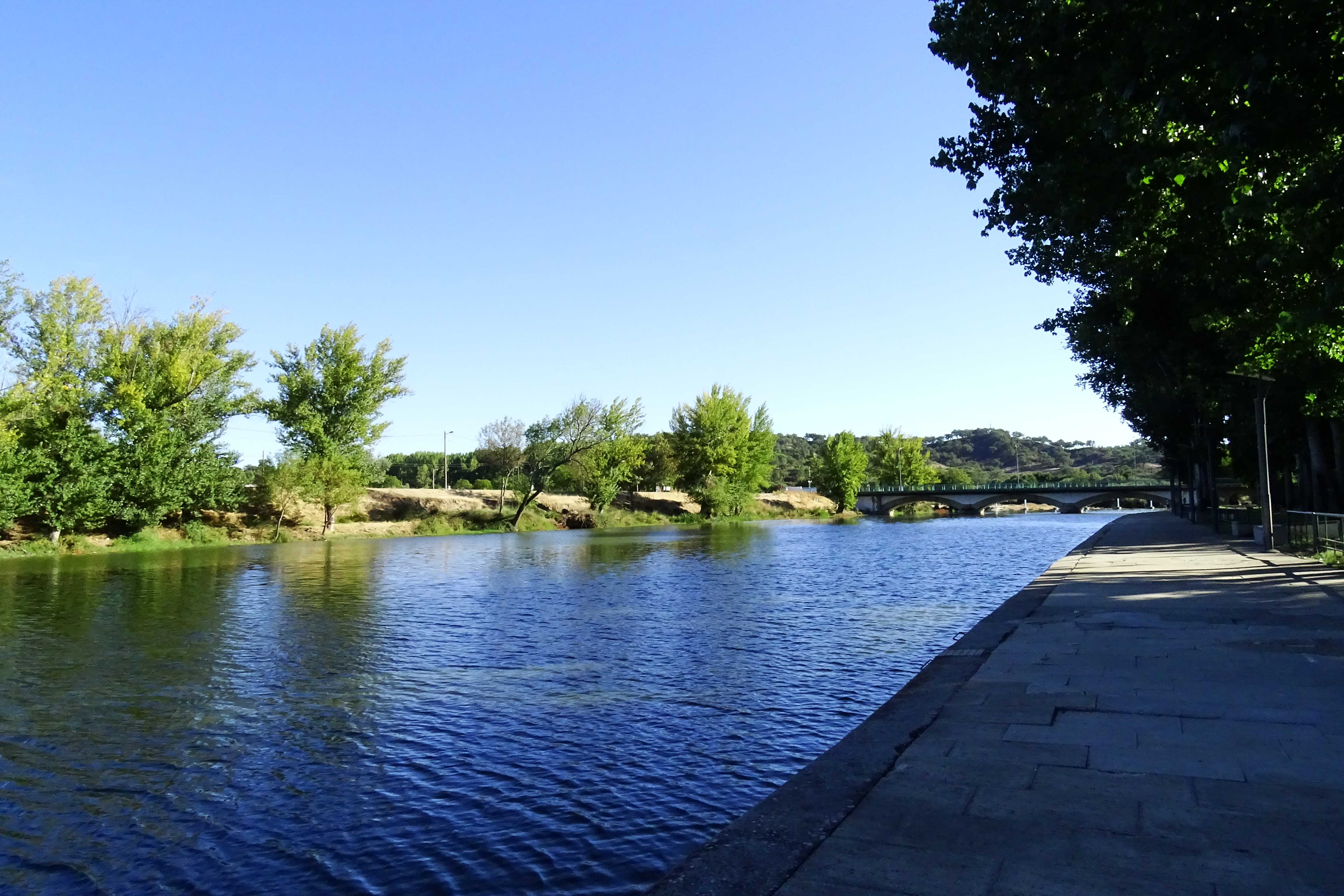
Zona ribeirinha de Ponte de Sor, vista para a ponte rodoviária
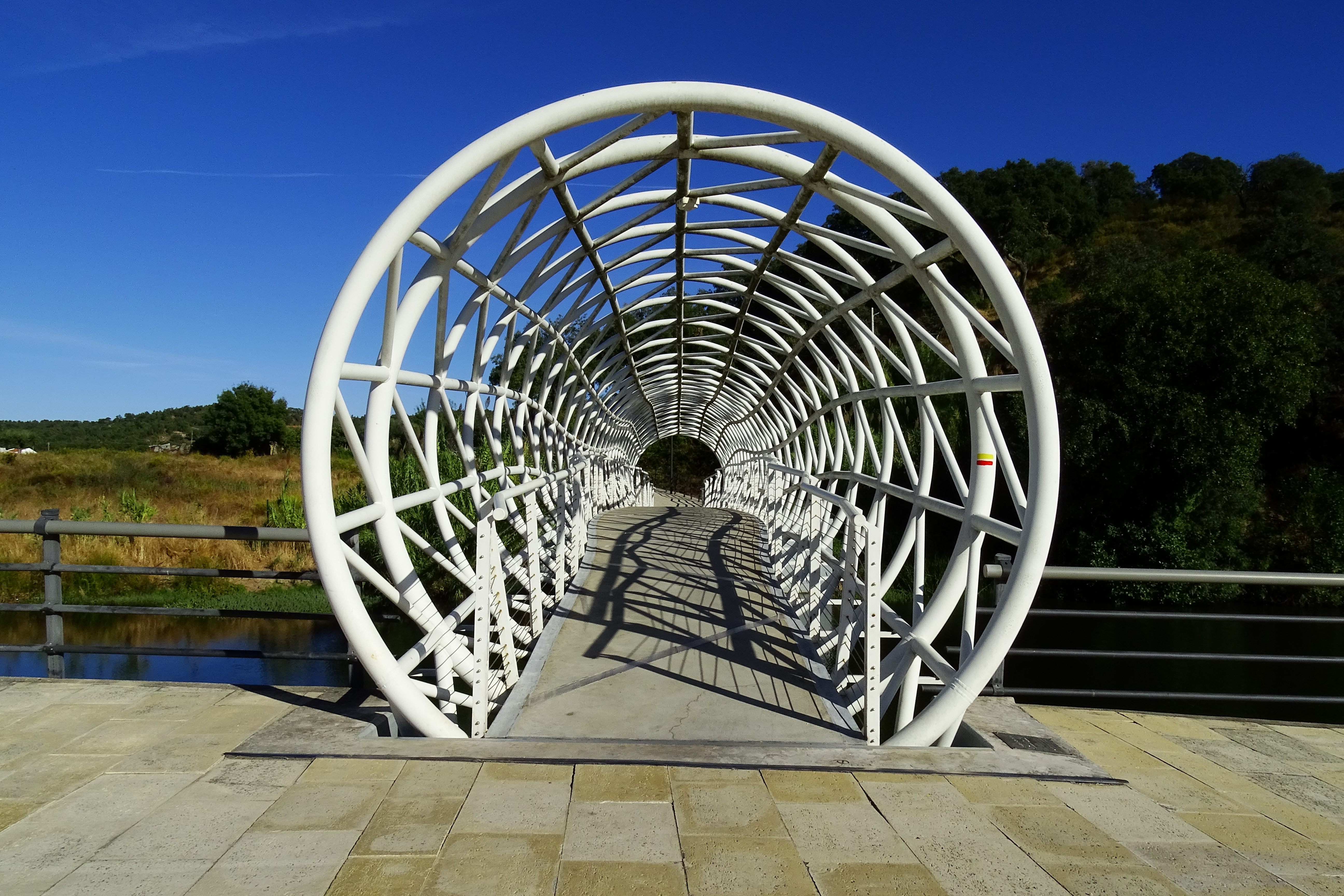
Zona ribeirinha de Ponte de Sor, ponte pedonal
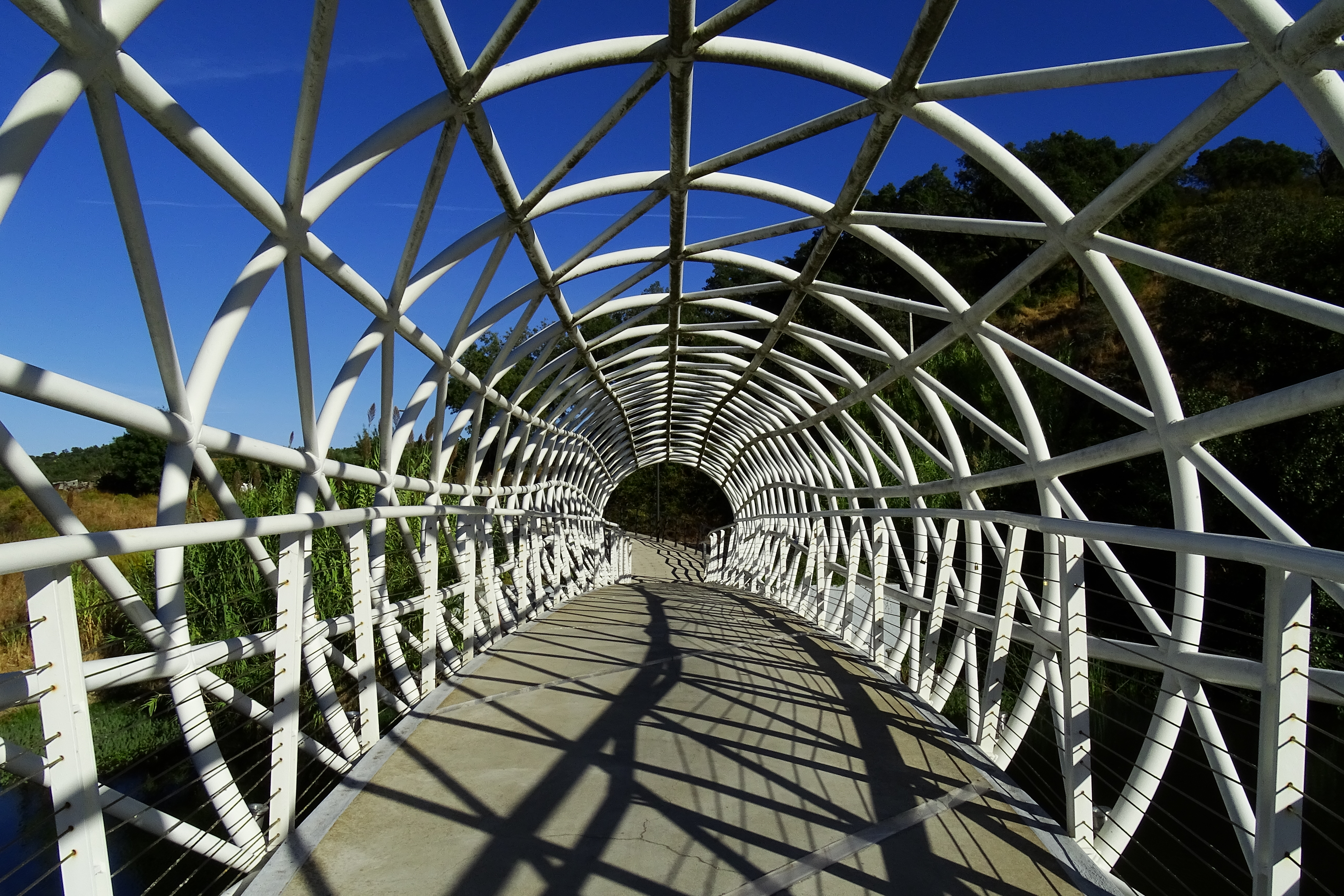
Zona ribeirinha de Ponte de Sor, ponte pedonal